# Zwenkau
Zwenkau − miasto w Niemczech, w kraju związkowym Saksonia, w okręgu administracyjnym Lipsk, w powiecie Lipsk (do 31 lipca 2008 w powiecie Leipziger Land).
Zwenkau leży pomiędzy rzekami Biała Elstera i Pleiße, ok. 15 km na południe od Lipska.

## Dzielnice
W skład obszaru miasta wchodzą następujące dzielnice: Döhlen, Großdalzig, Imnitz, Kleindalzig, Kotzschbar, Löbschütz, Mausitz, Rüssen-Kleinstorkwitz, Tellschütz, Zitzschen.

## Historia
Zwenkau to jedno z najstarszych miast obecnej Saksonii, po raz pierwszy wspomniano o nim jako osadzie słowiańskiej w dokumencie z 974 r. Cesarz  Otton II przeniósł miasto wtedy do Biskupstwa Mersburg.
W 1195 r. było miastem targowym, a w 1332 warownym (zamkiem). Od 1356 r. na czele miasta stał burmistrz, a w 1316 r. po raz pierwszy wspomniano o kościele w Zwenkau.

## Zabytki
- Zamek Zwenkau

## Współpraca
Miejscowości partnerskie:
- Bad Sulza, Turyngia
- Burg (Spreewald), Brandenburgia
- Chorin, Brandenburgia
- Hatten, Dolna Saksonia